# Diana (mini-série)
Pour les articles homonymes, voir Diana.
Diana est une mini-série britannique en dix épisodes de 55 minutes, créée par Andrew Davies d'après le roman de R. F. Delderfield (en) et diffusée du 12 janvier au 15 mars 1984 sur le réseau BBC.
Cette série est inédite dans tous les pays francophones.

## Synopsis
Une romance entre une jeune femme et un militaire.

## Distribution
- Jenny Seagrove : Diana Gayelorde-Sutton
- Kevin McNally : John Leigh
- Iain Anders (en) : Reuben
- Yves Aubert : Yves de Royden
- Christina Barryk : Mary
- Yves Beneyton : Raoul de Royden
- Elizabeth Bennett (en) : Mme Gayelorde-Sutton
- Jean Boissery : Rance
- Fred Bryant : Luke
- Stephen J. Dean : John jeune
- Christopher Good (en) : Adjutant
- Harold Innocent (en) : Gayelorde-Sutton
- Patsy Kensit : Diana jeune
- Preston Lockwood (en) : M. Priddis
- Jonathan Lynn : Twining
- Fulton Mackay (en) : M. Blackler
- June Marlow : Thirza
- Lynne Miller (en) : Alison
- Mary Morris : Mlle Westcott

## Fiche technique
- Réalisation : Richard Stroud et David Tucker
- Production : Ken Riddington pour la BBC